# Sebastiano Esposito
Sebastiano Esposito (* 2. Juli 2002 in Castellammare di Stabia, Provinz Neapel) ist ein italienischer Fußballspieler auf der Position eines Stürmers. Aktuell ist er von Inter Mailand an den FC Empoli ausgeliehen.
Sein älterer Bruder Salvatore (* 2000) ist ebenfalls im Profifußball aktiv und steht seit Sommer 2019 bei SPAL Ferrara in der Serie B unter Vertrag; der jüngste der drei Brüder, Francesco Pio (* 2005), steht seit August 2022 bei Spezia unter Vertrag als Leihspieler von Inter Mailand. Ihr Vater, Agostino (* 1971), war ebenfalls Fußballspieler; der einstige Innenverteidiger und Nachwuchsspieler bei Napoli brachte es aber nicht über Einsätze in der Serie C und Serie D hinaus und ist mittlerweile als -trainer tätig. Auch der Großvater Salvatore, ein sich mittlerweile im Ruhestand befindender Professor für Literatur und Philosophie, war einst als Mittelfeldspieler im Amateurfußball aktiv. Der Schwager von Vater Agostino, Gennaro, trat einst ebenfalls in den Jugendmannschaften von Napoli in Erscheinung. Der 1948 geborene Salvatore Esposito dürfte nicht im engeren Verwandtschaftsverhältnis stehen.

## Vereinskarriere

### Über Brescia nach Mailand und erste Erfolge
Sebastiano Esposito wurde am 2. Juni 2002 in der Hafenstadt Castellammare di Stabia am Golf von Neapel geboren und begann hier auch mit dem Fußballspielen. Als er etwa acht Jahre alt war, wurde er zusammen mit seinem älteren Bruder Salvatore (* 2000) von Roberto Clerici (1942–2018), einem jahrzehntelang für Brescia Calcio tätigen Scout, entdeckt und zusammen mit seinem Bruder zum lombardischen Klub gelotst. Die Eltern zogen in weiterer Folge mit ihren vier Kindern nach Brescia und machten es zu ihrem nunmehrigen Lebensmittelpunkt. Als er etwa neun Jahre alt war, wurde er nunmehr bei Brescia Calcio angemeldet und spielte fortan in diversen Altersspielklassen des Vereins. Nachdem er bis 2014 einige Spielklassen absolviert hatte, wurde er vom rund 90 Kilometer entfernten Großklub Inter Mailand abgeworben. Ab dieser Zeit kam er für die Mailänder im vereinseigenen Nachwuchs zum Einsatz und agierte hierbei zumeist äußerst torgefährlich. So kam der damals 15-Jährige ab der Saison 2017/18 zu regelmäßigen Einsätzen in der U-17-Mannschaft, für die er in dieser Spielzeit in 20 Ligapartien auf neun Treffer kam. Hinzu kamen auch noch zwei Einsätze und ein Treffer in der nachfolgenden Finalrunde, in die er es mit seinem Team als Zweiter hinter dem Nachwuchs von Atalanta Bergamo geschafft hatte. Für die U-17 von Inter war diese Finalrunde bereits im Viertelfinale, in dem die Mannschaft einstieg, zu Ende. Nach einem 2:4 im Hinspiel ereilte die Mannschaft auch im Rückspiel eine 1:3-Niederlage gegen Juventus Turin.
In der Saison 2018/19 schaffte Esposito in mehrerer Hinsicht der Durchbruch und feierte mehrere Erfolge. Dabei agierte der mittlerweile 16-Jährige äußerst erfolgreich und torgefährlich in der U-17-Mannschaft des Klubs, für die er bis Anfang Februar in 14 Ligapartien auf 16 Torerfolge kam und 13 seiner 14 Einsätze gewann. Im Endklassement der regulären Spielzeit rangierte er mit seinem Team deutlich mit elf Punkten Vorsprung auf den nächsten Verfolger auf dem ersten Tabellenplatz und stieg daraufhin abermals erst im Viertelfinale in die saisonabschließende Finalrunde ein. Nach Siegen über die Jugend des CFC Genua im Viertelfinale und Atalanta Bergamo im Halbfinale, wobei Esposito im letztgenannten Spiel mit zwei Treffern und einem Assist an allen drei Treffern seiner Mannschaft beim 3:0-Erfolg beteiligt war, zog die U-17 von Inter Mailand in das Finale ein. Beim dortigen 3:1-Erfolg über die U-17 von AS Rom am 20. Juni 2019 war der Mittelstürmer mit einem Hattrick der einzige Torschütze seiner Mannschaft und verhalf seinem Team somit zum achten italienischen U-17-Meistertitel in der Geschichte. Mit diesem Triumph wurde Inter Mailand Rekordmeister und löste sich damit von der AS Roma ab, mit der man zuvor mit jeweils sieben Meistertiteln als U-17-Rekordmeister betitelt wurde. Zwei Tage später gewann er mit dem Team auch noch die Supercoppa Under-17 gegen den Vorjahresfinalisten Pordenone Calcio mit 6:2, wobei er selbst in der ersten Halbzeit eingesetzt wurde und dabei zwei Tore beisteuerte.
Nachdem er bereits im Dezember 2018 den Sprung in die Primavera-Mannschaft des Klubs geschafft und für diese bis Februar 2019 zumeist nur einige Kurzeinsätze absolviert hatte, kam er ab diese Zeit vorrangig für das Primavera-Team zum Einsatz und stieß erst wieder in der Finalrunde auf den U-17-Kader. Für das Primavera-Team wurde er abwechselnd als Linksaußen, Rechtsaußen und Mittelstürmer eingesetzt und kam bis zum Saisonende auf eine Bilanz von drei Toren aus 13 Ligapartien, von denen er lediglich ein einziges Mal über die volle Spieldauer am Rasen war. Trotz drei Niederlagen zum Saisonende hin beendete Esposito die Spielzeit mit seiner Mannschaft auf dem zweiten Tabellenplatz der Campionato Primavera 1 und sicherte sich damit einen Startplatz in der saisonabschließenden Finalrunde. Im Halbfinale gegen die AS Rom kam der 1,86 m große Offensivakteur zu einem Kurzeinsatz und steuerte beim 3:0-Erfolg seiner Mannschaft zwei Treffer bei. Beim abschließenden Finale gegen die Jugend von Atalanta Bergamo, das mit 0:1 verloren wurde, kam er ebenfalls zu einem knapp 20-minütigen Einsatz. Hinzu kamen in dieser Saison auch noch vier Einsätze und zwei Treffer in der Coppa Italia Primavera, sowie ein Kurzeinsatz in der Supercoppa Primavera im Februar 2019.

### Durchbruch zu den Profis
Am 14. März 2019 schaffte das Nachwuchstalent erstmals den Sprung die Herrenmannschaft des Klubs und kam von der Ersatzbank aus beim Achtelfinalrückspiel der UEFA Europa League 2018/19 gegen Eintracht Frankfurt ab der 73. Spielminute als Ersatz für den mehr als doppelt so alten Borja Valero als Mittelstürmer zum Einsatz. Damit war er mit 16 Jahren und 255 Tagen der erste im Jahre 2002 geborene Spieler in einem Spiel der UEFA Champions League bzw. der UEFA Europa League, sowie der jüngste jemals von Inter Mailand eingesetzte Spieler in einem europäischen Wettbewerb. Nach Giuseppe Bergomi, der im Jahre 1979 einen Monat nach seinem 16. Geburtstag sein Pflichtspieldebüt für Inter Mailand in der Coppa Italia gab, war er der zweitjüngste in einem Pflichtspiel der Herrenmannschaft eingesetzte Spieler des Vereins. Darüber hinaus war er zu diesem Zeitpunkt nach Gabriele Zerbo, der 2010 debütierte, der zweitjüngste Italiener in der Geschichte des Kontinentalwettbewerbs, sowie nach Willem Geubbels, Romelu Lukaku, Siebe Schrijivers und dem genannten Gabriele Zerbo der fünftjüngste jemals eingesetzte Spieler in dem Bewerb.
Nachdem bereits im Juni 2018 von einem Interesse Borussia Dortmunds an dem als Wunderkind bezeichneten Offensivakteur berichtet wurde, soll auch der FC Chelsea an einer Verpflichtung des Nachwuchsspielers Interesse bekundet haben. Zuletzt berichteten französische Medien im März 2019, dass Vereine wie Paris Saint-Germain, Juventus Turin, FC Liverpool, Manchester United und Borussia Dortmund den talentierten Angriffsspieler umwerben. Ab der Saison 2019/20 war Esposito bereits regelmäßiger auf der Ersatzbank der Profis zu finden, kam jedoch parallel dazu auch für das Primavera-Team zum Einsatz. Am 23. Oktober 2019 debütierte er beim 2:0-Heimsieg über Borussia Dortmund in der UEFA Champions League, als er in der 62. Spielminute für Romelu Lukaku auf den Rasen kam und damit der zweitjüngste Champions-League-Debütant von Inter wurde. Als er drei Tage später beim 2:2-Heimremis gegen Parma Calcio in Minute 73 für Lautaro Martínez eingewechselt wurde, kam der 17-Jährige zu seinem Debüt in der höchsten Fußballliga Italiens.
Danach saß er regelmäßig auf der Ersatzbank der Profis und kam vereinzelt auch zu Kurzeinsätzen, darunter auch in der Champions League. Nachdem er mit den Italienern in der Gruppenphase der Champions League auf den dritten Platz in der Gruppe F gekommen war und dabei am Weiterkommen im Wettbewerb scheiterten, stiegen alle Drittplatzierten in weiterer Folge ins Sechzehntelfinale der Europa League 2019/20 ein. Nachdem er im Februar 2020 einige Zeit mit Oberschenkelproblemen ausgefallen war, vertrat er seine Mannschaft im Sechzehntelfinalrückspiel gegen Ludogorez Rasgrad, als ihn sein Trainer Antonio Conte in der 62. Spielminute für Romelu Lukaku einwechselte. Die Mannschaft zog daraufhin in das Achtelfinale ein, absolvierte jedoch in weiterer Folge aufgrund der COVID-19-Pandemie keines ihrer Spiele, wobei der Spielbetrieb kurz darauf auch auf unbestimmte Zeit unterbrochen wurde. In der Liga spielte Esposito, nachdem er zumeist uneingesetzt auf der Ersatzbank gesessen war, am 21. Dezember 2019 bei einem 4:0-Heimerfolg über den CFC Genua über die vollen 90 Minuten durch und steuerte in der 64. Spielminute den Treffer zur 3:0-Führung bei. Im Februar 2020 kam er bis zur Unterbrechung des Spielbetriebes aufgrund der COVID-19-Pandemie in Italien nur mehr in einer weiteren Partie als Ersatzspieler zum Einsatz und saß zumeist ohne Einsatz auf der Bank. In der Coppa Italia 2019/20 trat er ebenfalls in zwei Spielen in Erscheinung und erreichte mit seiner Mannschaft das Halbfinale, das man nach Hin- und Rückspiel gegen den SSC Neapel verlor. Auch hier wurde der Spielbetrieb vorübergehend unterbrochen. Im Juli 2020 folgten zwei weitere Kurzeinsätze für Inter in der Serie A.

### Leihstationen
Im September 2020 schloss er sich auf Leihbasis dem Zweitligisten SPAL Ferrara an. Für Ferrara kam er zu zehn Einsätzen in der zweitklassigen Serie B, wobei er ein Tor erzielte. Zudem spielte er dreimal in der Coppa Italia 2020/21, Ferrara schied schlussendlich im Achtelfinale gegen die US Sassuolo Calcio aus. Im Januar 2021 wurde er an den Ligakonkurrenten FC Venedig verliehen. Esposito kam erneut regelmäßig zum Einsatz und bestritt bis Saisonende 18 Partien für Venedig in der Serie B, in denen er zweimal traf. Die Mannschaft beendete die Spielzeit auf dem fünften Rang und qualifizierte sich somit für die Play-offs um den Aufstieg. Der FC Venedig erreichte das Finale, das man nach Hin- und Rückspiel gegen die AS Cittadella gewann und nach insgesamt 19 Jahren Abstinenz wieder in die Serie A aufstieg.
Zur Saison 2021/22 wechselte er auf Leihbasis zum Schweizer Erstligisten FC Basel. Der FCB besaß zudem eine Kaufoption. Am 25. Juli 2021, dem 1. Spieltag, debütierte er beim 2:0 gegen den Grasshopper Club Zürich für den FC Basel in der Super League. In der 70. Minute schoss er sein erstes Tor in der höchsten Schweizer Liga.
Zur Saison 2022/23 wechselte Esposito auf Leihbasis in die belgische Division 1A zum RSC Anderlecht. Insgesamt bestritt er 14 von 23 möglichen Ligaspielen für Anderlecht, in denen er ein Tor schoss, sowie sieben Spiele im Europapokal mit ebenfalls einem Tor. Nach dem 6. November 2022 wurde er nicht mehr eingesetzt.
Ende Januar 2023 wurde die Ausleihe vorzeitig beendet und eine neue mit dem in der Serie B spielenden SSC Bari vereinbart. Im Sommer 2023 folgte eine Leihe zu Sampdoria Genua und ein Jahr später zum FC Empoli.

## Nationalmannschaftskarriere
Erste Erfahrungen in einer Nachwuchsnationalmannschaft des italienischen Fußballverbandes sammelte Esposito im Jahre 2017, als er am 17. Oktober unter Trainer Daniele Zoratto bei einem 1:1-Sieg der italienischen U-16-Junioren gegen die Alterskollegen aus der Ukraine debütierte. In den nachfolgenden vier Länderspielen bis zum Jahresende hatte er in jedem einen Treffer beigesteuert. Im Februar 2018 absolvierte er wieder drei U-16-Länderspiele, in denen er allerdings torlos blieb. Ende März absolvierte er zwei Spiele gegen Deutschlands U-16 und erzielte in jedem der beiden Spiele ein Tor. Einen Monat später absolvierte er zwei weitere Länderspiele gegen Frankreichs U-16 und erzielte auch hier in beiden Partien einen Treffer. Mit acht Toren aus zwölf Länderspielen beendete er daraufhin seine Zeit im Kader der italienischen U-16-Nationalmannschaft und wurde nur wenige Monate später erstmals unter Carmine Nunziata zu einem Einsatz in der U-17-Auswahl seines Heimatlandes.
Bei seinem Debüt am 7. September im Freundschaftsspiel gegen Israel kam er beim 5:2-Erfolg seiner Mannschaft auf einen Treffer. Nach zwei weiteren freundschaftlichen Länderspielen und einem Treffer in den nachfolgenden Tagen bestritt er zwischen Ende Oktober und Anfang November 2018 die erste Runde der Qualifikation zur U-17-Europameisterschaft 2019 und kam in jedem der drei Spiele zu jeweils einem Treffer und einer Torvorlage. Als deutlicher Gruppensieger mit 13 erzielten Toren und keinem einzigen Gegentreffer zog er mit den Italienern problemlos in die Eliterunde der Qualifikation ein. Nach einer Reihe von Freundschaftsspielen zwischen Dezember 2018 und Februar 2019 (5 Spiele, 3 Tore), in denen er mitunter sogar als Mannschaftskapitän agierte, startete Esposito im März 2019 in die bereits erwähnte Eliterunde der U-17-EM-Qualifikation. In der Gruppe 1 mit Österreich, Rumänien und der Türkei kam Esposito bei drei Einsätzen auf zwei Tore und drei Torvorlagen und schaffte mit den Italienern abermals problemlos die Qualifikation für die im Mai 2019 in Irland ausgetragenen Endrunde. Als Mitglied eines 20-köpfigen italienischen Spieleraufgebots nahm er daraufhin unter Trainer Carmine Nunziata an der Endrunde teil und schaffte nach einem Sieg in der Gruppe D, sowie Siegen gegen Portugal im Viertelfinale und Frankreich im Halbfinale den Einzug in das Finale gegen die Niederlande. Dieses wurde letztlich mit 2:4 verloren; Esposito hatte es bis dahin auf Einsätze in allen sechs Spielen seiner Mannschaft gebracht, sowie vier Tore und zwei Assists beigesteuert. Mit seinen vier Treffern war er hinter dem Franzosen Adil Aouchiche (9 Tore) der zweitbeste Torschütze des Turniers und wurde am Ende als bester Stürmer in die Mannschaft des Turniers gewählt. Für die italienische U-17-Auswahl kam der offensivstarke Mittelstürmer in den Jahren 2018 bis 2019 auf eine Bilanz von 14 Treffern und acht Torvorlagen aus 20 Länderspielen.
Ebenfalls unter Carmine Nunziata debütierte Esposito am 7. September 2019 in einem Länderspiel gegen Serbien für die italienische U-18-Nationalmannschaft und erzielte dabei in der 17. Spielminute den Treffer zum 2:0-Endstand. Zwei Tage später kam er beim torlosen Remis gegen die Alterskollegen aus Serbien ein weiteres Mal zum Einsatz, ehe er rund zwei Monate später sein Debüt für Italiens U-19-Nationalelf gab. In der ersten Runde der Qualifikation zur U-19-Europameisterschaft 2020 konnte Esposito deutlich seine Offensivstärke unter Beweis stellen. Beim 2:0-Sieg über Malta, sowie beim 2:0-Erfolg über Zypern konnte er jeweils ein Tor selbst erzielen, sowie das jeweils andere für seinen Teamkollegen Alessio Riccardi vorbereiten. Beim letzten Gruppenspiel gegen die Slowakei konnte er beim 3:0-Sieg seiner Mannschaft zwei weitere Torvorlagen beisteuern und sein Team somit problemlos in die Ende März 2020 stattfindende Eliterunde der EM-Qualifikation führen.
Im September 2020 bestritt er ein Freundschaftsspiel für die U-21-Auswahl gegen Slowenien.